# Full Employment and Balanced Growth Act
Full Employment and Balanced Growth Act (känt informellt som Humphrey–Hawkins Full Employment Act), är en federal lag antagen av USA:s regering 1978.

## Bakgrund
Lagen kan ses mot bakgrund av stigande arbetslöshet i USA i början av 1970-talet och därmed sammanhängande rädsla för ekonomisk recession. Under de föregående decennierna hade USA:s ekonomiska politik till stor del baserats på  Employment Act från 1946, i vilken det framhölls att den federala regeringen skulle sträva mot maximal anställning (minimal arbetslöshet), maximal produktion och maximal köpkraft - genom att det offentliga skulle samarbeta med privat sektor. Några kongressledamöter kände att denna formulering var alltför vag, och skrev därför ett nytt lagförslag vilket skulle stärka och klargöra riktningen för USA:s ekonomiska politik.